# Пјеве ди Цињаго (Ла Специја)
Пјеве ди Цињаго је насеље у Италији у округу Ла Специја, региону Лигурија.
Према процени из 2011. у насељу је живело 515 становника. Насеље се налази на надморској висини од 621 м.